# Boynton (Oklahoma)
Boynton es un pueblo ubicado en el condado de Muskogee en el estado estadounidense de Oklahoma. En el año 2010 tenía una población de 248 habitantes y una densidad poblacional de 41,75 personas por km².

## Geografía
Boynton se encuentra ubicado en las coordenadas 35°38′58″N 95°39′13″O / 35.64944, -95.65361 (35.649404, -95.653678).

## Demografía
Según la Oficina del Censo en 2000 los ingresos medios por hogar en la localidad eran de $17,917 y los ingresos medios por familia eran $25,000. Los hombres tenían unos ingresos medios de $25,417 frente a los $15,417 para las mujeres. La renta per cápita para la localidad era de $18,419. Alrededor del 25.5% de la población estaban por debajo del umbral de pobreza.